# Герман, Владимир Евгеньевич
Владимир Евгеньевич Герман (1906 — 1988) — советский писатель, журналист, редактор журнала «Шахматы в СССР».

## Биография
Родился в семье выпускника Московского университета, земского врача в Вологодской губернии и земской учительницы. Увлечение шахматами и охотой перенял у отца. Когда в 1928 году отца перевели в Москву заведующим больницей, поступил на работу токарем на завод «Технолог». В 1931 коллеги выдвинули председателем заводского комитета профсоюзов, через несколько лет был приглашён в Центральный комитет союза работников сельскохозяйственного машиностроения. Частью профсоюзной работы была организация шахматного движения, а сам В. Е. Герман стал одним из сильнейших профсоюзных шахматистов середины 1930-х. В 1938 по рекомендации председателя ВЦСПС Н. М. Шверника был назначен ответственным редактором журнала «Шахматы в СССР», и возглавил первую в мире шахматно-шашечную газету «64». Член Союза журналистов СССР с 1932. Председатель Всесоюзной шахматно-шашечной секции в 1939-1941 и 1945-1947. С началом Великой Отечественной войны ушёл на фронт с добровольческим батальоном, командовал разведывательной ротой, неоднократно ранен в боях. Более 30-ти лет работал в издательстве «Физкультура и спорт». Один из создателей в 1950, автор, редактор и член редакционной коллегии (1954-1988) альманаха «Охотничьи просторы». В 1955 по его инициативе выпущено собрание сочинений Н. А. Зворыкина. 

### Звания
- старший лейтенант.

### Награды
Награждён орденами Красного Знамени (25 октября 1942), Отечественной войны I (24 февраля 1945, 6 ноября 1985) и II (6 августа 1946) степеней, медалью «За победу над Германией в Великой Отечественной войне 1941-1945 гг.» (27 августа 1945).

## Публикации
- США: Международный шахматный матч по радио (1946, составитель);
- Охота на вальдшнепа (1952);
- Весенняя охота по перу (1956);
- Охота на лесную (боровую) дичь (1957);
- Охота на пернатую дичь (1959);
- Охота на водоплавающую дичь (1971);
- Охота на болотную и луговую дичь (1983).

При его участии создавались «Настольная книга охотника-спортсмена» (ФиС, 1955), «Основы спортивной охоты» и другие издания, в 1957 начато издание «Библиотечки начинающего охотника», за два года выпущено 20 книг этой серии. Писал и очерки для детей: «Муравьи», «Машка-домашка» и другие.